# ローマ県

ローマ県
Città metropolitana di Roma Capitale

ローマ県（ローマけん、イタリア語: Città metropolitana di Roma Capitale）は、イタリア共和国ラツィオ州にある県級行政区画。県都はイタリアの首都であるローマ。県の人口は約430万人で、イタリアの県では最大である。ローマ大都市圏 (Rome metropolitan area) に含まれるとみなされるが、北部を中心とする周縁部には田園地帯も広がっている。
法制上の位置づけは、2015年1月1日に従来の県（Provincia）から大都市（Città metropolitana）に移行した。
イタリア語版ウィキペディア等では廃止された Provincia di Roma と新設された Città metropolitana di Roma Capitale（英語版では Metropolitan City of Rome Capital） が別項目になっているが、便宜上双方を「ローマ県」として本項で扱う。

## 地理

### 位置・広がり
イタリア半島中部のティレニア海側に位置し、ラツィオ州の中部にあたる県である。ローマ県の面積は約 5400 km2で、ラツィオ州の約1/3を占めている。なお、県域の約1/4をローマ市域が占める。

#### 隣接する県
隣接する県は以下の通り。
- リエーティ県 - 北
- フロジノーネ県 - 南東
- ラティーナ県 - 南東
- ラクイラ県（アブルッツォ州） - 東
- ヴィテルボ県 - 北西

また、県域の中にバチカン市国がある。

### 地勢
湖
- アルバーノ湖
- ネミ湖
- ブラッチャーノ湖 (it:Lago di Bracciano)

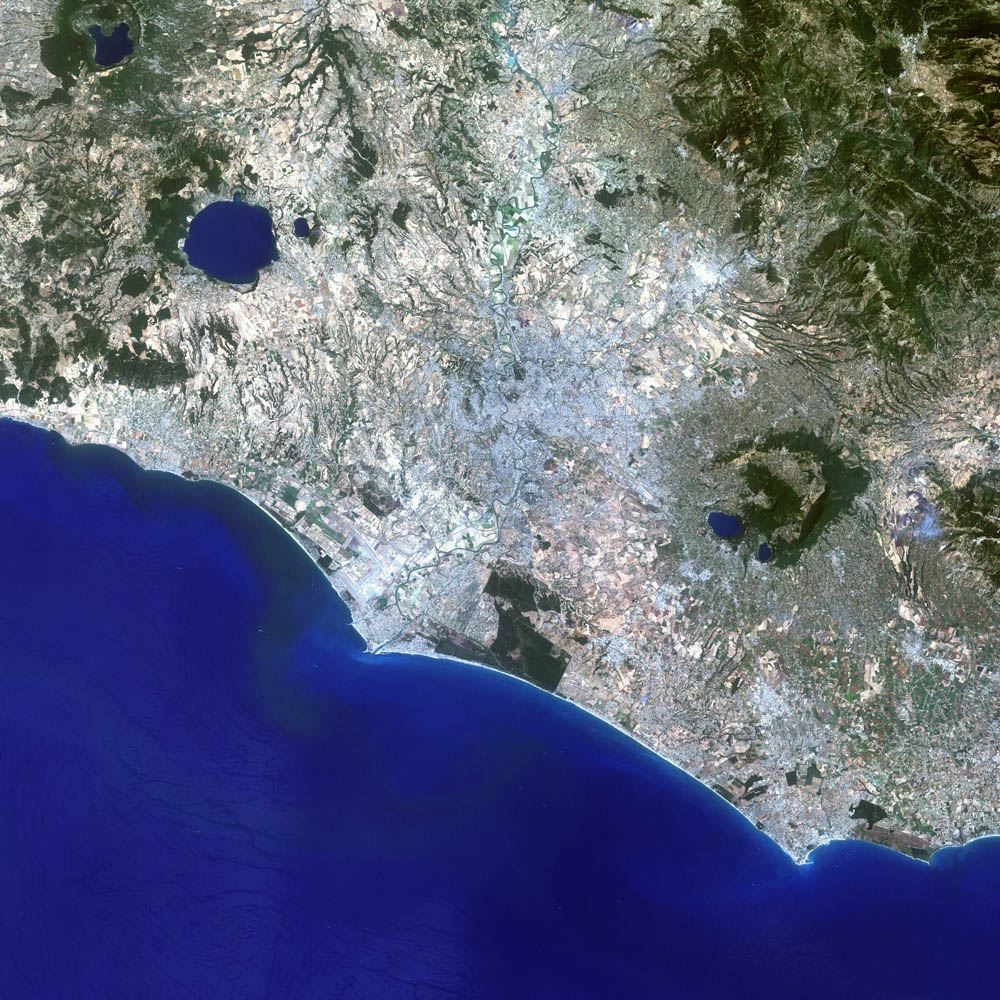
ローマ周辺の衛星画像

川
- テヴェレ川

### 主要な都市
ローマの南東に、アルバーノ湖に面してローマ教皇が避暑に訪れるガンドルフォ城のあるカステル・ガンドルフォがある。
- ローマ
- フィウミチーノ
- チヴィタヴェッキア
- ティボリ

## 歴史
1870年、イタリア王国が教皇領を占領し、10月15日付の勅令でローマ県を設置した。当初は、それまでの教皇領の行政区画に対応し、下位区分として郡（Circondario）が置かれた。すなわち、ローマ (it:Circondario di Roma) 、チヴィタヴェッキア (it:Circondario di Civitavecchia) 、フロジノーネ (it:Circondario di Frosinone) 、ヴェッレトリ (it:Circondario di Velletri) 、ヴィテルボ (it:Circondario di Viterbo) の5郡である。最初の地方選挙は1870年11月13日に実施された。
1923年には、ペルージャ県に属していたリエーティ郡 (it:Circondario di Rieti) がローマ県に編入された.。
1927年、フロジノーネ県、リエーティ県、ヴィテルボ県が新設され、ローマ県から分離した。また数ヶ月後には、アマゼーノ、カストロ・デイ・ヴォルシとヴァッレコルサがフロジノーネ県に、モンテ・ロマーノがヴィテルボ県に、それぞれ移管された。
1934年にはラティーナ県が新たに設立され、ローマ県は縮小した。

## 行政区画

### コムーネ
ローマ県には121のコムーネが属する。主要なコムーネ（人口4万人以上）は下表の通り。左端の数字はISTATコードを示す。人口は2014年1月1日現在 
| コード | 自治体名                       | 人口      |
| ------ | ------------------------------ | --------- |
| 058091 | ローマ                         | 2,863,322 |
| 058047 | グイドーニア・モンテチェーリオ | 88,098    |
| 058120 | フィウミチーノ                 | 74,855    |
| 058079 | ポメーツィア                   | 61,187    |
| 058104 | ティヴォリ                     | 56,461    |
| 058007 | アンツィオ                     | 53,557    |
| 058111 | ヴェッレトリ                   | 52,956    |
| 058032 | チヴィタヴェッキア             | 52,911    |
| 058072 | ネットゥーノ                   | 48,389    |
| 058117 | アルデーア                     | 48,305    |
| 058057 | マリーノ                       | 41,361    |
| 058003 | アルバーノ・ラツィアーレ       | 40,872    |
| 058065 | モンテロトンド                 | 40,443    |

### 山岳部共同体
広域行政組織である山岳部共同体としては以下がある。
- カステッリ・ロマーニ・エ・プレネスティーニ山岳部共同体 (it:Comunità montana Castelli Romani e Prenestini) （事務所所在地: ロッカ・プリオーラ）
- モンティ＝サビニ・ティブルティーニ・コルニコラニ・エ・プレネスティーニ山岳部共同体 (it:Comunità montana dei Monti Sabini, Tiburtini, Cornicolani e Prenestini) （事務所所在地: ティヴォリ）
- アニエーネ山岳部共同体 (it:Comunità montana dell'Aniene) （事務所所在地: アーゴスタ）
- モンティ・デッラ・トルファ山岳部共同体 (it:Comunità montana Monti della Tolfa) （事務所所在地: アッルミエーレ）
- モンティ・レピニ第18共同体 (it:XVIII Comunità dei Monti Lepini) （事務所所在地: セーニ）

## 行政

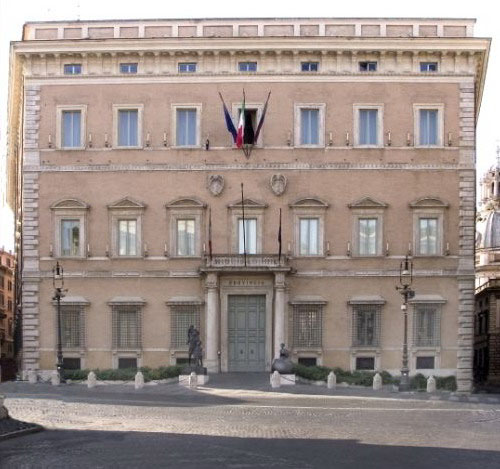
県庁（パラッツォ・ヴァレンティーニ）

県庁は、ローマのヴェネツィア広場近傍のパラッツォ・ヴァレンティーニ (it:Palazzo Valentini) に置かれている。

## 文化・観光

### 世界遺産
- ヴィッラ・アドリアーナ （ティヴォリ）
- ティヴォリのエステ家別荘 （ティヴォリ）
- ローマ歴史地区、教皇領とサン・パオロ・フオーリ・レ・ムーラ大聖堂 （ローマ）
- チェルヴェーテリとタルクイーニアのエトルリア墓地遺跡群の一部 （チェルヴェーテリ）

## スポーツ

### サッカー
県内に本拠を置くプロサッカークラブとしては以下がある。所属リーグは2019-20シーズン現在。
- ASローマ （ローマ） - セリエA（1部リーグ）
- SSラツィオ （ローマ） - セリエA

## 交通

### 道路

グランデ・ラッコルド・アヌラーレ

高速道路（アウトストラーダ）
- アウトストラーダ A1
〔ミラノ - フィレンツェ〕 - ローマ北 - グイドーニア - A24との交差 - ローマ南 - 〔アナーニ - ナポリ〕
支線（Diramazione Nord）：ローマ北（フィアーノ・ロマーノ） - GRA
支線（Diramazione Sud）：GRA - モンテ・ポルツィオ・カトーネ - ローマ南（サン・チェザーレオ）
- アウトストラーダ A12  (it:Autostrada A12 (Italia)) 
チヴィタヴェッキア - ローマ
- アウトストラーダ A24
ローマ - A1との交差 - ティヴォリ - 〔ラクイラ - テルニ〕
- グランデ・ラッコルド・アヌラーレ (GRA, A90)
ローマ外郭の環状道路
- アウトストラーダ A91  (it:Autostrada A91) 
ローマ - フィウミチーノ空港

### 鉄道

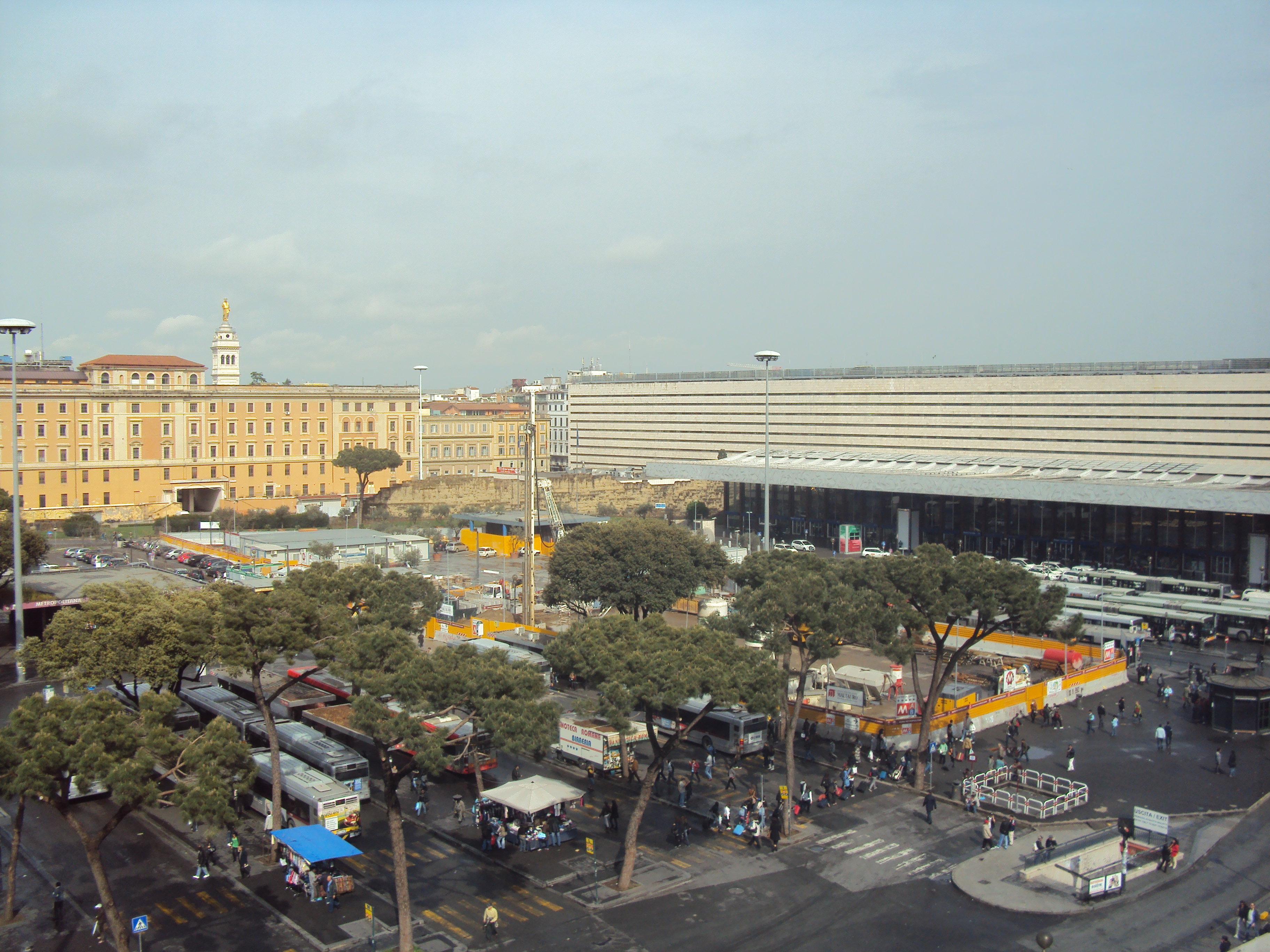
ローマ・テルミニ駅とチンケチェント広場

ローマの中央駅にあたるのはローマ・テルミニ駅で、イタリア国内主要都市のほか、パリ、ミュンヘン、ジュネーブ、バーゼル、ウィーンへの国際線も発着している。
トレニタリア (FS)
- ピサ＝リヴォルノ＝ローマ線（ティッレーニカ）
〔ピサ - リヴォルノ - グロッセート〕 - チヴィタヴェッキア - ローマ
- ローマ＝アルバーノ線
ローマ - チャンピーノ - カステル・ガンドルフォ - アルバーノ・ラツィアーレ
- フィレンツェ＝ローマ線
〔フィレンツェ - アレッツォ - キウージ - オルヴィエート〕 - ローマ
- フィレンツェ-ローマ高速線
〔フィレンツェ - キウージ〕 - ローマ
- ローマ＝フラスカーティ線
ローマ - チャンピーノ - フラスカーティ
- ローマ＝フロジノーネ＝カッシーノ＝ナポリ線
ローマ - チャンピーノ - 〔フロジノーネ - カッシーノ - ナポリ〕
- ローマ＝フォルミア＝ナポリ線
ローマ - 〔ラティーナ - フォルミア - ナポリ〕
- ローマ＝ヴェッレトリ線
ローマ - チャンピーノ - ラヌーヴィオ - ヴェッレトリ
- ローマ＝アンコーナ線
ローマ - 〔テルニ - フォリーニョ - アンコーナ〕
- レオナルド・エクスプレス
ローマ - フィウミチーノ空港

ローマ地下鉄・トラム
公共交通会社であるATACが、ローマ市内の地下鉄・トラム・バスなどを運行している。2014年現在、地下鉄3路線が営業中。このほか、トラム (it:Rete tranviaria di Roma) が6路線営業中である。
ATACの近郊路線
ATACはローマ市に近郊路線（ライトレール等）3路線を運行している。このうちローマ＝ヴィテルボ線 (it:Ferrovia Roma-Civitacastellana-Viterbo) は、ローマからサクロファーノを経て郊外路線となり、ヴィテルボ（ヴィテルボ県）に至る。

### 空港

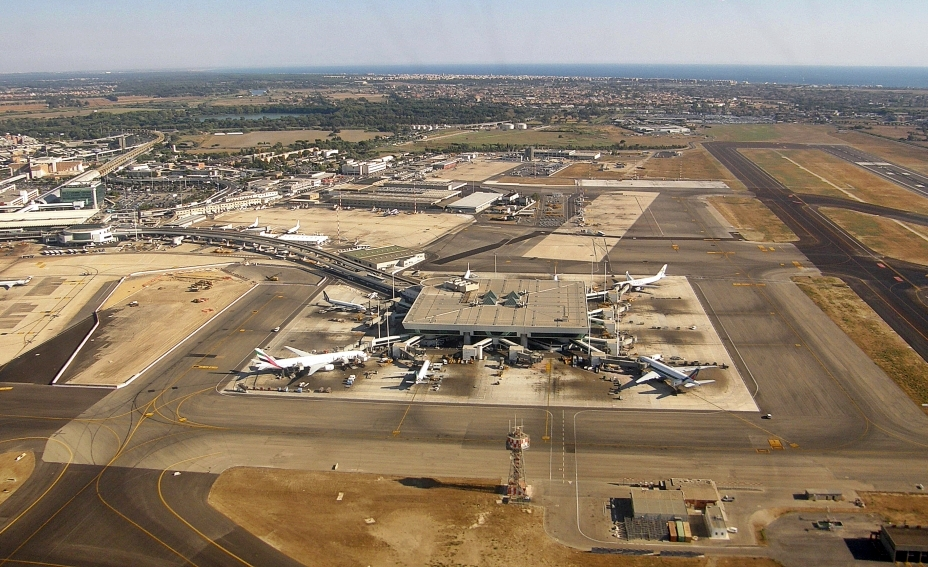
フィウミチーノ空港

ローマの主要な旅客用空港として、フィウミチーノ空港（レオナルド・ダ・ヴィンチ国際空港）とチャンピーノ空港がある。フィウミチーノ空港はイタリア最大の国際空港の一つであり、イタリアのフラッグキャリアであるアリタリア航空の本拠地である。チャンピーノ空港は短距離便や格安航空会社が発着する。
チェントチェッレ空港は、1909年4月15日にライト兄弟がライトフライヤー号でデモンストレーションを行った場所であり、イタリア最古の飛行場である。
- フィウミチーノ空港（フィウミチーノ）
- チャンピーノ空港（ローマ）
- ウルベ空港 (it:Aeroporto di Roma-Urbe) （ローマ）
- グイドーニア空港 (it:Aeroporto di Guidonia) （グイドーニア・モンテチェーリオ、軍用）
- チェントチェッレ空港 (it:Aeroporto di Roma-Centocelle) （ローマ、軍用）

### 港湾

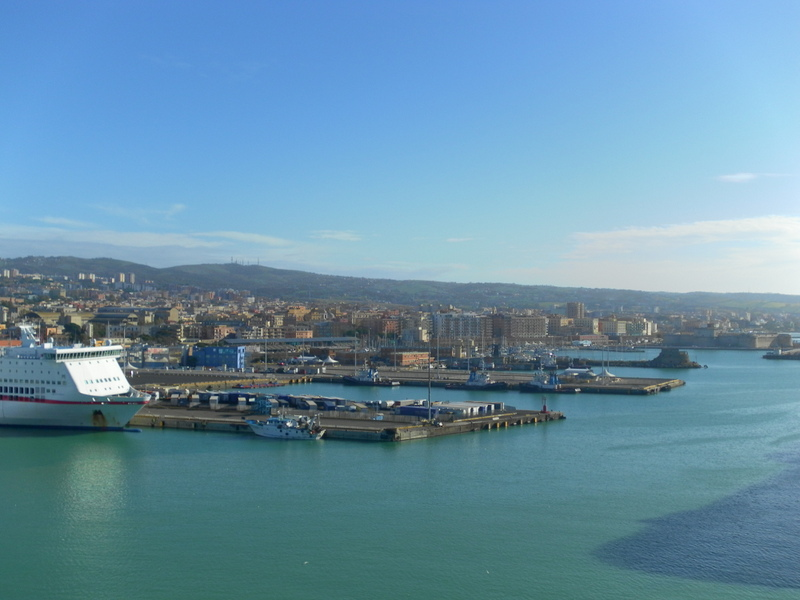
チヴィタヴェッキア港

チヴィタヴェッキア港は、「ローマの外港」、「ローマ港」Porto di Roma とも呼ばれる重要な港湾都市であり、イタリア最初の鉄道路線（ローマ＝チヴィタヴェッキア線、現在のピサ＝リヴォルノ＝ローマ線の一部）もローマとチヴィタヴェッキアとの間に建設されている。サルディニア島、シチリア島、マルタ島、チュニス、バルセロナなどへの主要航路が発着するとともに、地中海クルーズ船の拠点ともなっている。
- チヴィタヴェッキア港 (it:Porto di Civitavecchia) （チヴィタヴェッキア）
- フィウミチーノ港 (it:Porto di Fiumicino) （フィウミチーノ）

## 姉妹地域・提携地域
- 宮城県 （日本）[9][10]
  - 2001年10月8日 姉妹県議定書締結

ローマ県側の交流希望が美術家武藤順九（宮城県出身、ローマ県在住）を介して伝えられ、交流が始まる。

## 人物
ローマ市を除くローマ県下に関連する人物を掲げる。

### 著名な出身者
- インノケンティウス3世 - ローマ教皇（在位: 1198年 - 1216年）。ガヴィニャーノ生まれ。
- ルクレツィア・ボルジア - ルネサンス期の女性。スビアーコ生まれ。
- ジョヴァンニ・ダ・パレストリーナ - ルネサンス後期の音楽家。パレストリーナ生まれ。
- レオ13世 - ローマ教皇（在位: 1878年 - 1903年）。カルピネート・ロマーノ生まれ。
- グザヴィエ・ルルー - 19-20世紀フランスの作曲家。ヴェッレトリ生まれ。
- ジャコモ・ラウリ＝ヴォルピ - テノール歌手。ラヌーヴィオ生まれ。
- ゴッフレド・ペトラッシ - 現代音楽作曲家。ザガローロ生まれ。
- エミリオ・セグレ - アメリカで活動した物理学者。ティヴォリ生まれ。
- ジーナ・ロロブリジーダ - 女優、フォトジャーナリスト。スビアーコ生まれ。
- ブルーノ・コンティ - サッカー選手。ネットゥーノ生まれ。
- マッシモ・スカリ - フィギュアスケート・アイスダンス選手。モンテロトンド生まれ。
- マルコ・マルキオンニ - サッカー選手。モンテロトンド生まれ。
- シモーネ・ペペ - サッカー選手。アルバーノ・ラツィアーレ生まれ。
- アレッシオ・チェルチ - サッカー選手。ヴェッレトリ生まれ。

### ゆかりの人物
- 支倉常長 - 慶長遣欧使節としてチヴィタヴェッキアに上陸。この縁でチヴィタヴェッキアと石巻市が姉妹都市提携。

## 関連事項
- イタリアの県の一覧
- ローマのムニチーピオ（イタリア語版）